# Sci alpino ai XVI Giochi olimpici invernali - Discesa libera maschile
Tra le competizioni dello sci alpino ai XVI Giochi olimpici invernali di Albertville 1992 la discesa libera maschile si disputò domenica 9 febbraio sulla pista La face de Bellevarde di Val-d'Isère; l'austriaco Patrick Ortlieb vinse la medaglia d'oro, il francese Franck Piccard quella d'argento e l'austriaco Günther Mader quella di bronzo.
Detentore uscente del titolo era lo svizzero Pirmin Zurbriggen, che aveva vinto la gara dei XV Giochi olimpici invernali di Calgary 1988 disputata sul tracciato di Nakiska precedendo il connazionale Peter Müller (medaglia d'argento) e Piccard (medaglia di bronzo); il campione mondiale in carica era lo svizzero Franz Heinzer, vincitore a Saalbach-Hinterglemm 1991 davanti all'italiano Peter Runggaldier e allo svizzero Daniel Mahrer.

## Risultati
| Pos. | Pett. | Atleta                  | Nazione           | Tempo   | Distacco |
| ---- | ----- | ----------------------- | ----------------- | ------- | -------- |
| 1    | 1     | Patrick Ortlieb         | Austria           | 1:50,37 |          |
| 2    | 2     | Franck Piccard          | Francia           | 1:50,42 | +0,05    |
| 3    | 14    | Günther Mader           | Austria           | 1:50,47 | +0,10    |
| 4    | 23    | Markus Wasmeier         | Germania          | 1:50,62 | +0,25    |
| 5    | 6     | Jan Einar Thorsen       | Norvegia          | 1:50,79 | +0,42    |
| 6    | 12    | Franz Heinzer           | Svizzera          | 1:51,39 | +1,02    |
| 7    | 3     | Hansjörg Tauscher       | Germania          | 1:51,49 | +1,12    |
| 8    | 5     | Lasse Arnesen           | Norvegia          | 1:51,63 | +1,26    |
| 9    | 15    | A J Kitt                | Stati Uniti       | 1:51,98 | +1,61    |
| 10   | 22    | Franco Colturi          | Italia            | 1:52,07 | +1,70    |
| 11   | 13    | Kristian Ghedina        | Italia            | 1:52,28 | +1,91    |
| 12   | 16    | Luc Alphand             | Francia           | 1:52,34 | +1,97    |
| 13   | 4     | Daniel Mahrer           | Svizzera          | 1:52,39 | +2,02    |
| 14   | 30    | Gianfranco Martin       | Italia            | 1:52,48 | +2,11    |
| 15   | 7     | Xavier Gigandet         | Svizzera          | 1:52,50 | +2,13    |
| 16   | 28    | Kyle Rasmussen          | Stati Uniti       | 1:52,71 | +2,34    |
| 17   | 10    | Helmut Höflehner        | Austria           | 1:53,10 | +2,73    |
| 18   | 26    | Felix Belczyk           | Canada            | 1:53,37 | +3,00    |
| 19   | 11    | Berni Huber             | Germania          | 1:53,38 | +3,01    |
| 20   | 21    | Tommy Moe               | Stati Uniti       | 1:53,40 | +3,03    |
| 21   | 34    | Vitalij Andreev         | Squadra Unificata | 1:53,52 | +3,15    |
| 22   | 33    | Aleksej Maslov          | Squadra Unificata | 1:53,68 | +3,31    |
| 23   | 8     | Brian Stemmle           | Canada            | 1:53,77 | +3,40    |
| 24   | 32    | Konstantin Čistjakov    | Squadra Unificata | 1:53,93 | +3,56    |
| 25   | 39    | Tsuyoshi Tomii          | Giappone          | 1:54,23 | +3,86    |
| 26   | 37    | Kjetil André Aamodt     | Norvegia          | 1:54,24 | +3,87    |
| 27   | 25    | Denis Rey               | Francia           | 1:54,28 | +3,91    |
| 28   | 24    | Reggie Crist            | Stati Uniti       | 1:54,54 | +4,17    |
| 29   | 38    | Martin Bell             | Regno Unito       | 1:54,83 | +4,46    |
| 30   | 45    | Ricardo Campo           | Spagna            | 1:54,89 | +4,52    |
| 31   | 19    | Boris Duncan            | Regno Unito       | 1:54,95 | +4,58    |
| 32   | 40    | Tom Stiansen            | Norvegia          | 1:55,62 | +5,25    |
| 33   | 35    | Graham Bell             | Regno Unito       | 1:55,82 | +5,45    |
| 34   | 41    | Marián Bíreš            | Cecoslovacchia    | 1:56,21 | +5,84    |
| 35   | 42    | Paulo Oppliger          | Cile              | 1:56,30 | +5,93    |
| 36   | 36    | Steven Lee              | Australia         | 1:58,55 | +8,18    |
| 37   | 50    | Petăr Dičev             | Bulgaria          | 2:01,21 | +10,84   |
| 38   | 48    | Hubertus von Hohenlohe  | Messico           | 2:02,98 | +12,61   |
| 39   | 54    | Choi Yong-hee           | Corea del Sud     | 2:04,85 | +14,48   |
| 40   | 47    | Alexis Racloz           | Cile              | 2:05,61 | +15,24   |
| 41   | 46    | Lothar Christian Munder | Brasile           | 2:07,34 | +16,97   |
| 42   | 55    | Emilian Focșeneanu      | Romania           | 2:08,81 | +18,44   |
| 43   | 51    | Péter Kristály          | Ungheria          | 2:09,88 | +19,51   |
| 44   | 56    | Aurel Foiciuc           | Romania           | 2:09,94 | +19,57   |
| 45   | 52    | Lamine Guèye            | Senegal           | 2:12,84 | +22,47   |
|      | 9     | Leonhard Stock          | Austria           | DNF     | DNF      |
|      | 17    | Danilo Sbardellotto     | Italia            | DNF     | DNF      |
|      | 18    | Marc Girardelli         | Lussemburgo       | DNF     | DNF      |
|      | 20    | Adrien Duvillard        | Francia           | DNF     | DNF      |
|      | 27    | Paul Accola             | Svizzera          | DNF     | DNF      |
|      | 31    | Roman Torn              | Canada            | DNF     | DNF      |
|      | 43    | Markus Foser            | Liechtenstein     | DNF     | DNF      |
|      | 44    | Nils Linneberg          | Cile              | DNF     | DNF      |
|      | 53    | Alphonse Gomis          | Senegal           | DNF     | DNF      |
|      | 29    | Cary Mullen             | Canada            | DSQ     | DSQ      |
|      | 49    | Pierre Kőszáli          | Ungheria          | DNS     | DNS      |

Legenda:

DNF = prova non completata

DSQ = squalificato

DNS = non partito

Pos. = posizione

Pett. = pettorale
Ore: 12.15 (UTC+1)

Pista: La face de Bellevarde

Partenza: 2 809 m s.l.m.

Arrivo: 1 836 m s.l.m.

Lunghezza: 3 048 m

Dislivello: 973 m

Porte: 42

Tracciatore: Bernhard Russi (FIS)